# Brachypelma smithi
La tarántula mexicana de rodillas rojas (Brachypelma smithi) es una especie de araña migalomorfa de la familia Theraphosidae que habita en la zona del Pacífico del estado mexicano de Guerrero. Es de tonalidad negra, con anillos rojos y amarillentos sobre sus patas. Gracias a pelos largos y finos en sus patas, las arañas pueden detectar la dirección del viento, las vibraciones en su telaraña, los olores, la distancia recorrida y hasta el camino más rápido y seguro hasta su hogar.

## Descripción
La tarántula mexicana de rodillas rojas es una araña grande. Una muestra de siete hembras tenía una longitud corporal total (excluidas quelícicas y hileras) en el intervalo de 52–59 mm (2.0–2.3 in). Una muestra de ocho machos fue un poco más pequeña, con una longitud total del cuerpo en el intervalo de 44–49 mm (1.7–1.9 pulgadas). Aunque los machos tienen cuerpos ligeramente más cortos, tienen piernas más largas. La cuarta pierna es la más larga, mide 70 mm (2.8 in) en el tipo masculino y 66 mm (2.6 in) en una hembra. Las patas y las palmas son de color negro azulado con tres anillos de colores distintivos: naranja rojizo oscuro en la parte de la rótula más cercana al cuerpo con un rosa amarillento claro más lejano, rosa amarillento pálido en la parte inferior de la tibia y blanco rosado en el extremo de los metatarsis. Los machos adultos tienen un caparazón marrón amarillento; La superficie superior del abdomen es negra. Las hembras adultas varían más en color y patrón de caparazón. El caparazón puede ser principalmente negro azulado con un borde marrón claro, o el área oscura puede dividirse en un patrón de "explosión de estrellas" o casi reducirse a dos parches oscuros en el área de los ojos.

## Taxonomía
La especie fue descrita por primera vez por Frederick Pickard-Cambridge en 1897 como Eurypelma smithi. [2] Fue recolectada en Dos Arroyos, Guerrero, México, por H. H. Smith. [4] Fue transferido al género Brachypelma por Reginald Pocock en 1903. [2] Pickard-Cambridge identificó el espécimen como una hembra, pero en 1968 se notó que en realidad era un macho joven. En 1994, A. M. Smith confirmó que el holotipo era un macho inmaduro y volvió a describir la especie utilizando dos especímenes diferentes: un macho adulto y una hembra adulta. Los especímenes que utilizó no se pueden encontrar ahora, pero su descripción deja claro que en realidad pertenecían a una especie diferente, B. hamorii. Incluso antes de la descripción de Smith, B. hamorii había sido identificado erróneamente como B. smithi. [3] Las dos especies tienen patrones de color muy similares. Cuando se ven desde arriba, las quelíceras de B. hamorii tienen dos bandas de color rosa pardusco sobre un fondo grisáceo, no visibles en todos los individuos. B. smithi carece de estas bandas. Los machos maduros de las dos especies se pueden distinguir por la forma del bulbo palpal. El de B. smithi es más recto con una forma de cuchara ancha cuando se ve de forma retrolateral y una quilla más ancha en el vértice. En hembras maduras de B. smithi, la placa de base de la espermateca está dividida y es subtriangular, en lugar de elíptica como en B. hamorii; también la cara ventral de la espermateca es estriada en lugar de lisa. [3] Brachypelma annitha se describió como una especie separada en 1997, pero ahora se considera que es conspecífica con B. smithi. [2] [3]

## Código de barras de la vida
El código de barras de la vida se ha aplicado a algunas especies mexicanas de Brachypelma. En este enfoque, se utiliza una porción de aproximadamente 650 pares de bases del gen mitocondrial citocromo oxidasa I (COI), principalmente para identificar especies existentes, pero a veces también para apoyar una separación entre especies. En 2017, Mendoza y Francke demostraron que aunque B. smithi y B. hamorii son similares en apariencia superficial externa, se distinguen claramente por algunos aspectos más finos de la morfología y por sus códigos de barras de ADN, aunque la supuesta especie B. annitha está anidada dentro B. smithii. [3]

## Hábitat y distribución
México es uno de los países con más biodiversidad alrededor del mundo lo que lo convierte también en el país con la mayor cantidad de especies endémicas, como lo afirma un estudio de Mexifauna (2014). Lamentablemente la araña de rodillas rojas es una de las especies que se encuentra en riesgo. Esta vive a lo largo de la costa pacífica del país, habita principalmente en el suelo, en madrigueras de tierra, en zonas rocosas con vegetación espinosa generalmente en matorrales o en el desierto, y en bosque espinoso seco o bosque tropical caducifolio. 
Brachypelma smithi es muy similar a B. hamorii, que se encuentran a lo largo de la costa del Pacífico de México en los lados opuestos de la cuenca del río Balsas a medida.
que se abre hacia el Pacífico. B. smithi se encuentra al sur, en el estado de Guerrero. El hábitat natural de la especie se encuentra en bosques tropicales caducifolios montañosos. Construye o extiende madrigueras debajo de rocas y raíces de árboles, entre densos matorrales y bosques caducifolios. [3] Las madrigueras fueron descritas en 1999 por una fuente que no distinguía entre Brachypelma hamorii y B. smithi. Las profundas madrigueras los mantienen protegidos de los depredadores, como los coatí de nariz blanca, y les permiten emboscar a sus presas. Las hembras pasan la mayor parte de sus vidas en sus madrigueras. Las madrigueras están ubicadas típicamente en o no lejos de la vegetación y consisten en una sola entrada con un túnel que conduce a una o dos cámaras. La entrada es un poco más grande que el tamaño del cuerpo de la araña. El túnel, por lo general alrededor de tres veces la longitud de la pata de la tarántula, conduce a una cámara que es lo suficientemente grande como para que la araña pueda mudar con seguridad. Más abajo en la madriguera, a través de un túnel más corto, se ubica una cámara más grande donde la araña descansa y se come a su presa. Cuando la tarántula necesita privacidad, por ejemplo. Al fundir o poner huevos, la entrada está sellada con seda, a veces suplementada con tierra y hojas. [5]

## Conservación de la especie
La tarántula mexicana de rodillas rojas lamentablemente se encuentra en estado de especie endémica lo cual significa que “seres vivos, que incluyen tanto la flora como la fauna, cuya distribución se restringe a una determinada zona geográfica, ya sea una provincia, región, país o continente.’’ (sin autor, 2016, parr. 11.) Debido a su tráfico principalmente en el mercado chino, su demanda como mascota fue aumentado desde principios del 2000 a partir de su descubrimiento y fue así como llegó a su actual estado crítico. Actualmente existen cautiverios para preservar su especie, pero no hay suficientes aún. 
De las más de diez especies mexicanas de tarántulas, la cautivante tarántula mexicana de rodillas rojas es considerada la especie más emblemática de todas las tarántulas debido a su belleza y docilidad. Su gran encanto y bondad han sido causantes de que esta bellísima especie se encuentre en gran demanda como mascota principalmente, lo que ha provocado su explotación a nivel local y mundial. En 1985, B. smithi (no se distinguió de B. hamorii) se incluyó en el Apéndice II de la CITES, y en 1994, se agregaron todas las especies restantes de Brachypelma. Un gran número de tarántulas mexicanas capturadas en la naturaleza continúan siendo sacadas de contrabando de México. Se informa que al menos 3,000 especímenes de tarántulas mexicanas se enviaron a los Estados Unidos o Europa unos años antes de 2017, la mayoría de las cuales eran tarántulas mexicanas. [3]